# On és en Mikel?
On és en Mikel? (títol original en basc: Non dago Mikel?) és una pel·lícula documental de 2020, dirigida i guionitzada per Amaia Merino i Miguel Ángel Llamas («Pitu»). L'obra, produïda per Ahotsa.info i Izar Films, tracta sobre la detenció, la tortura i l'assassinat del conductor de busos Mikel Zabalza l'any 1985 a mans de la Guàrdia Civil espanyola a la caserna d'Intxaurrondo, a partir d'imatges d'arxiu i el testimoni d'amistats i familiars de la víctima. El documental no està doblat però sí subtitulat parcialment al català en aquells diàlegs en basc i no en castellà.

## Argument
La pel·lícula documental explica els fets ocorregut a Mikel Zabalza l'any 1985, quan va ser confós per militant d'ETA, detingut per la Guàrdia Civil espanyola i desaparegut durant vint dies fins que es va trobar el seu cadàver al riu Bidasoa. Davant la desaparició, la societat va buscar respostes, ja que hi havia moltes versions del que havia passat. Segons la versió oficial de la policia militar, el jove es va llençar emmanillat al riu quan l'estaven escortant perquè identifiqués la situació exacta d'un zulo d'ETA. Segons amistats i familiars de Zabalza, el jove va morir com a conseqüència de les tortures a la caserna d'Intxaurrondo. Els testimonis de la detenció, així com la resta de víctimes de l'operatiu policial, van corroborar aquesta segona hipòtesi, tot confirmant que se'l va matar en aplicació de tècniques de tortura com la «bossa» o la «banyera», però que mai ningú se l'havia arribat a jutjar. L'aparició del seu cos va provocar un gran caos a la societat basca amb moltes protestes i esclats socials.
Al documental també s'hi narra la situació emocional viscuda pel seu entorn més directe, familiars i amistats especialment, així com per la resta de la societat basca.

## Producció
L'obra trigà nou anys a realitzar-se: començà a crear-se l'any 2011, dins del marc de la iniciativa popular Mikel Zabalza Gogoan, i finalitzà amb l'estrena oficial l'any 2020. Anys abans de la seva primera projecció, l'esmentat col·lectiu publicà una websèrie del mateix tema, Galdutako Objektuak ("Objectes perduts"), gràcies en part als 15.720 euros de finançament adquirits fins al 20 de desembre de 2015 mitjançant l'aportació de crèdits per micromecenatge a la plataforma Verkami. Aquesta investigació de memòria històrica permeté gaudir de material generat anteriorment i agilitzar així la recopilació d'informació, testimonis i imatges d'arxiu.
Els directors del documental manifestaren que «la pel·lícula parteix d'una petició de la família i de l'entorn d'amistats de Mikel Zabalza perquè s'adonen que les noves generacions no saben ben bé qui era, en quin context es produeix la mort i tenien por d'un procés de desmemòria. Per a tota una generació aquells fets els van marcar a foc i s'adonen que això que havia estat tan important, per als joves ara era un tema desconegut». En un altre moment, també expressaren que, més enllà d'explicar el tràgic succés, «aspirem a que el cas es reobri tot i que no tinguem aquestes pretensions. Confiem en la força del cinema».
El títol de la pel·lícula fa referència al lema de la pancarta «Hemen ez dago gidaria. Non dago?» ("Aquí no hi ha conductor. On és?"), una consigna que realitzaren els seus companys de l'empresa municipal de transports i penjaren en un autobús de Sant Sebastià poc després de la seva desaparició.

## Estrena
El setembre de 2020 es projectà per primera vegada al Festival Internacional de Cinema de Sant Sebastià i, mesos després, el 26 de febrer de 2021, s'estrenà al diferents cinemes de l'Estat espanyol, gràcies a la distribuïdora Atera Films. Concretament es pogué veure a 13 sales de les quatre grans ciutats del País Basc del Sud - Pamplona, Sant Sebastià, Bilbao i Gasteiz-, a Burgos, a Madrid i a Barcelona.
A l'estrena de Madrid, al cinema Golem, hi assistí el vicepresident segon del Govern espanyol i líder de Podem, Pablo Iglesias; la ministra d'Igualtat espanyola, Irene Montero; i el diputat d'Unides Podem i secretari general del Partit Comunista d'Espanya, Enrique Santiago. Després de la projecció de l'obra, Iglesias prengué la paraula durant el debat obert i manifestà, com a «membre del Govern», que «no importa que Mikel Zabalza fos innocent, que no fos d'ETA. Una democràcia no pot acceptar que s'utilitzi la tortura com a element processal. És una vergonya i no es pot oblidar». Així mateix, a l'inici de l'exposició expressà el seu rebuig als discursos d'elogi al general de la Guàrdia Civil espanyola Enrique Rodríguez Galindo escoltats, recentment, després de la seva mort i destacà que fins i tot pertorbaren a víctimes d'ETA com Consuelo Ordóñez. En aquesta estrena també hi participà Ana Esmeralda Vila, vídua de Ion Arretxe, torturat a Intxaurrondo juntament amb Zabalza. L'endemà al migdia, Iglesias publicà una piulada a twitter en la qual declarà: «Defensar la democràcia és també mirar de front al costat més fosc de la nostra història: les tortures i el terrorisme d'Estat. Ahir anàrem a l'estrena de "Non dago Mikel". Felicitats a tots els qui han fet possible aquest document imprescindible».
Durant el primer trimestre es projectà en cinemes comercials i en 45 localitats del País Basc del Sud, assolint una xifra superior als 20.000 espectadors. Algunes d'aquests projeccions foren, en sessió doble (17h i 19:30h), les del 8 de maig a l'Herri Aretoa de Leitza i el 16 de maig de 2021 a Doneztebe, a les quals assistiren ambdós directors com a partícips del col·loqui posterior. A partir del 27 d'octubre s'estrenà en cinemes de diferents localitats del País Basc del Nord: Hendaia, Getaria, Donapaleu, Kanbo, Hazparne, Sant Joan de Peu de Port, Baiona i Maule-Lextarre. El 2021 la pel·lícula també es projectà en festivals i certàmens internacionals com ara el Festival Internacional de Cinema a Guadalajara (FICG) i el DocsMexico, ambdós a Mèxic; el Festival de Cinema d'Espanya de Tolosa de Llenguadoc, a Occitània; el DocsValència, als Països Catalans; o el Festival de Cinema per Dones, de Madrid.
El 2021, durant la commemoració del Dia de la Memòria al País Basc estipulada anualment pel 10 de novembre, fou una pel·lícula documental present en més d'un acte organitzat a territori basc. Així mateix, tractant-se d'una obra de cinema social, sovint les seves estrenes i projeccions anaren acompanyades de col·loquis i debats. Un d'aquests casos succeí l'11 de novembre a les jornades Memòria i Convivència de Soraluze, en les quals la projecció del documental al teatre del poble anà acompanyat d'una xerrada sobre reparacions a les víctimes de violència d'estat, a càrrec del forense Paco Etxeberria i la jurista Laura Pego, doctora en Dret i investigadora de l'Institut Basc de Criminologia de la Universitat del País Basc. Per la seva banda, el 17 de novembre a la tarda, al Centre Cultural d'Orio, s'organitzà una xerrada amb l'escriptora Irati Goikoetxea i el periodista i codirector del documental Miguel Angel Llamas per parlar sobre les ferides obertes del conflicte armat basc-espanyol. A partir del 7 d'abril de 2022 es pogué veure a la versió espanyola de la plataforma de cinema en línia Filmin.

### A la televisió catalana
L'estrena en una emissora de televisió fou a les 22:05 hores del'11 de gener de 2022, al programa Sense ficció de TV3, en una emissió d'una versió del documental reduïda a gairebé 65 minuts i subtitulada pels diàlegs de basc però no els de castellà. Un cop acabà la projecció, en el mateix programa, s'emeté a les 23:19 hores el documental sobre el conflicte nord-irlandès El joc de la veritat. L'audiència del programa a la televisió catalana fou de 359.000 espectadors i una quota del 16,1%, convertint-se així en líder de la franja horària i el tercer documental més vist al Sense ficció de la temporada, després de Per molts anys, Mr. Bean (4 de gener de 2022) i Àngel Casas tal com raja (26 d'octubre de 2021). Nombroses reaccions es feren sentir a twitter, com ara la de diputats catalans al Congrés dels Diputats espanyol. Albert Botran (CUP) expressà en paraules: «Magnífic documental, especialment el relat de Ion Arretxe sobre què implica la tortura, extraordinàriament explícit. I recordar que aquesta pràctica no es limita a Euskal Herria ni tampoc a dècades pretèrites. I que sempre queda impune. #MikelZabalzaTV3», mentre que Marta Rosique (ERC) manifestà: «Falten massa explicacions des de fa massa temps. Les declaracions de Villarejo, el cas de #MikelZabalzaTV3... És normal que cada cop més gent desconfiem d'aquest estat si fins i tot el govern suposadament més progressista calla.». El documental estigué disponible en reproducció en línia (streaming) al lloc web corporatiu de la Corporació Catalana de Mitjans Audiovisuals (CCMA), per a tot el territori estatal, fins al 18 de gener de 2022.

### A la televisió basca
Coincidint amb l'emissió a TV3, la corporació de ràdio i televisió pública basca Euskal Irrati Telebista (EiTB), que també disposava dels drets d'emissió sobre la filmació, no havia anunciat encara quan tenia pensat emetre el documental. Finalment, però, l'obra es va poder veure a les 22:30 hores del 10 de març de 2022 al canal de televisió en basc ETB 1. Aquesta decisió va venir dotze dies després que el Govern Basc reconegués a Zabalza com a víctima i als seus familiars com a titulars legítims per a cobrar una indemnització legal, gest que el Govern de Navarra no havia realitzat encara. Els directors del documental es mostraren encantats amb la notícia, tot i que Merino manifestà el desig de poder-se emetre al canal en castellà ETB 2 per tal de mostrar el compromís de la televisió pública contra la tortura en general i el cas Zabalza en particular.

## Premis i nominacions

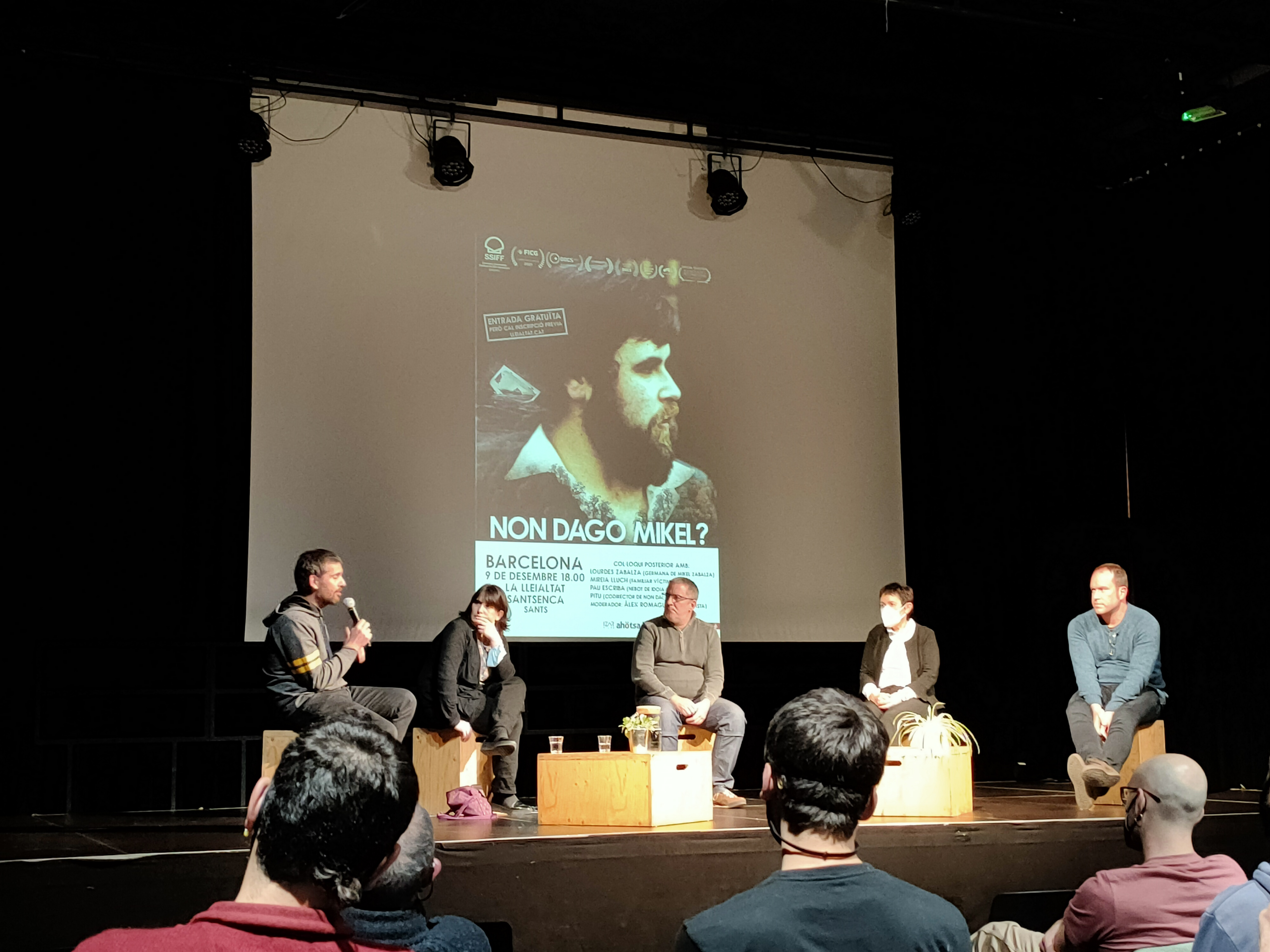
Projecció i debat a Barcelona (desembre 2021)

| Any                                                                   | Premi                                             | Categoria                          | Nominació                             | Resultat              | Ref.          |
| --------------------------------------------------------------------- | ------------------------------------------------- | ---------------------------------- | ------------------------------------- | --------------------- | ------------- |
| 2020                                                                  | Festival Internacional de Cinema de Sant Sebastià | Irizar al cinema basc              | On és en Mikel?                       | Menció especial       | [ 27 ]        |
| Premi Lauaxeta                                                        | Audiovisuals                                      | Amaia Merino i Miguel Ángel Llamas | Guanyadors                            | [ 28 ]                |               |
| 2021                                                                  | Festival de Cinema Terra Gollut                   | Millor llargmetratge               | On és en Mikel?                       | Guanyadora (ex aequo) | [ 29 ]        |
| Festival Internacional de Cinema Documental de l'Uruguai (Atlantidoc) | Millor llargmetratge                              | On és en Mikel?                    | Guanyadora                            | [ 30 ] [ 31 ]         |               |
| Festival Internacional de Cinema a Guadalajara                        | Millor documental                                 | On és en Mikel?                    | Nominat                               | [ 32 ] [ 33 ]         |               |
| Festival de Cinema per Dones                                          | Millor pel·lícula «competició autores espanyoles» | On és en Mikel?                    | Nominat                               | [ 16 ] [ 34 ]         |               |
| 2022                                                                  | Premis Goya                                       | Millor pel·lícula documental       | Izaskun Arandia i Miguel Ángel Llamas | Candidats             | [ 35 ] [ 36 ] |
| Millor pel·lícula                                                     | Izaskun Arandia i Miguel Ángel Llamas             | Candidats                          | [ 35 ] [ 36 ]                         |                       |               |
| Millor direcció                                                       | Amaia Merino i Miguel Ángel Llamas                | Candidats                          | [ 35 ] [ 36 ]                         |                       |               |
| Millor guió original                                                  | Amaia Merino i Miguel Ángel Llamas                | Candidats                          | [ 35 ] [ 36 ]                         |                       |               |
| Millor direcció de producció                                          | Izaskun Arandia                                   | Candidata                          | [ 35 ] [ 36 ]                         |                       |               |
| Millor fotografia                                                     | I.G.                                              | Candidat                           | [ 35 ] [ 36 ]                         |                       |               |
| Millor muntatge                                                       | Amaia Merino                                      | Candidata                          | [ 35 ] [ 36 ]                         |                       |               |
| Millor so                                                             | Xanti Salvador                                    | Candidat                           | [ 35 ] [ 36 ]                         |                       |               |